# Conservatório-Escola Profissional das Artes da Madeira – Eng. Luiz Peter Clode

O Conservatório - Escola das Artes da Madeira, Eng.º Luiz Peter Clode é uma escola de artes performativas no Funchal, com onze núcleos espalhados pelo arquipélago da Madeira, dez na ilha da Madeira e um no Porto Santo.

## História
No século XX, a necessidade de uma oferta cultural na área da música na Madeira, vai proporcionar o aparecimento, em 1946, da Academia de Música da Madeira, por iniciativa do eng. Luiz Peter Clode. Em sequência da Revolução dos Cravos e da Regionalização, em 1977, a Academia de Música e Belas-Artes da Madeira converte-se no Conservatório de Música da Madeira, e em 1986 a escola passa a chamar-se Escola Secundária de Ensino Artístico.
Já em 2000, passa a se chamar Conservatório - Escola Profissional das Artes da Madeira, pela necessidade de se criarem cursos profissionais nas diferentes áreas das Artes (Música, Teatro e Dança). Em 2004, em homenagem ao seu fundador, é-lhe alterado o nome para Conservatório – Escola Profissional das Artes da Madeira, Eng. Luiz Peter Clode, nome que permanece até aos dias de hoje.
Em 2019, integra a Direção de Serviços de Educação Artística e Multimédia da Secretaria Regional da Educação (DSEAM), antigo Gabinete Coordenador de Educação Artística (GCEA), que passa a estar sobre a alçada do Conservatório nos formatos: Cursos Livres em Artes; Investigação, Comunicação, Edições e Formação.
A 10 de junho de 2023, foi agraciada com o grau de Membro Honorário da Ordem da Instrução Pública.